# Gliese 54
Gliese 54 (GJ 54 / HIP 5496 / LHS 1208) es una estrella en las cercanías del sistema solar situada a 26,6 años luz de distancia.
Se localiza en la constelación de Tucana cerca del límite con la vecina Hydrus.
De magnitud aparente +9,80, se encuentra por debajo del umbral de brillo para que sea observable a simple vista.
Gliese 54 es una enana roja de tipo espectral M2 con una temperatura efectiva de 4250 K.
En la base de datos SIMBAD aparece catalogada como estrella variable, recibiendo la denominación de variable provisional NSV 427.
Posee una acompañante con la que forma un sistema binario cuyo período orbital es de 427 ± 9 días. La compañera, una enana roja cuyo brillo es ≈ 1 magnitud inferior al de Gliese 54, ha sido resuelta con el instrumento NICMOS instalado en el telescopio espacial Hubble. El semieje mayor proyectado de la órbita es de 19,0 milisegundos de arco; para una masa plausible total de 0,5 masas solares, la relación entre las masas de las componentes q = M2/M1 es igual a 0,83.
Las estrellas conocidas más cercanas a Gliese 54 son ζ Tucanae, análogo solar a 3,1 años luz, y β Hydri a 5,1 años luz.